# 阿萨拉 (韦斯卡省)
阿萨拉，是西班牙阿拉贡自治区韦斯卡省的一个市镇。总面积15平方公里，总人口219人（2001年），人口密度15人/平方公里。